# Si j'avais au moins…
Singles de Mylène Farmer
Appelle mon numéro
(2008) C'est dans l'air
(2009)
Si j'avais au moins... est une chanson de Mylène Farmer, sortie en single le 15 décembre 2008 en version digitale et le 16 février 2009 en version physique, en tant que troisième extrait de l’album Point de suture.
Composée par Laurent Boutonnat, la chanson commence par une musique douce, avant de terminer sur un final de guitares électriques.
Le texte mélancolique, écrit par la chanteuse, relate le deuil de la personne aimée.
Réalisé par Bruno Aveillan, le clip est la suite du clip de Dégénération, dans lequel Mylène Farmer joue un rôle de créature disposant de pouvoirs surnaturels.
Ces deux clips forment la partie principale de The Farmer Project, un court-métrage d’une durée de plus de 15 minutes.
Tout comme les deux précédents singles, Dégénération et Appelle mon numéro, ce titre se classe no 1 des ventes et reste classé durant 9 mois au Top Singles.

## Contexte et écriture
Trois ans après l'album Avant que l'ombre..., pour lequel elle s'était produit à Bercy durant 13 soirs pour un spectacle intransportable en janvier 2006, Mylène Farmer annonce son retour au printemps 2008 avec la sortie prochaine d'un album et d'une tournée qui la mènera notamment au Stade de France le 12 septembre 2009.

Lors de la mise en vente de ces places, l'affluence est telle qu'elle fait saturer tous les sites de réservation : l'intégralité des places est vendue en deux heures.
Une deuxième date est alors ajoutée, qui affichera complet en une heure.

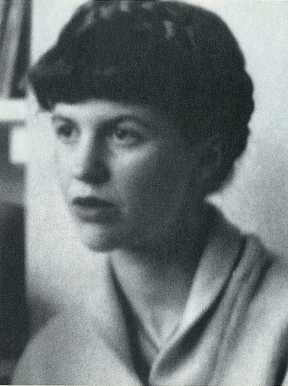
La poétesse Sylvia Plath.

L'album Point de suture sort le 25 août 2008 et se classe directement no 1 des ventes, tout comme les deux premiers extraits, le titre électro Dégénération et la ballade pop Appelle mon numéro.
Alors que tout le monde s'attend aux titres C'est dans l'air ou Paradis inanimé en tant que troisième single, Mylène Farmer décide à la surprise générale de sortir la ballade Si j'avais au moins..., un titre beaucoup moins facile d'accès dont le texte mélancolique, écrit par la chanteuse, relate le deuil de la personne aimée. Elle fait notamment référence à un vers de la poétesse américaine Sylvia Plath dans la phrase « Pourquoi plus rien n'agite ton cœur ? ».
Composée par Laurent Boutonnat, la chanson commence par une musique douce, avant de terminer sur un final de guitares électriques.

## Sortie et accueil critique
Diffusé en radio à partir du 15 décembre 2008 dans une version raccourcie, le single sort en physique le 16 février 2009.

La pochette du single est signée par Simon Hawk (un pseudonyme de John Nollet).

### Critiques
- « Un titre entre envolée lyrique et ballade poétique, qui propose ce que la chanteuse sait faire de mieux. » (Télé poche)[6]
- « Un morceau vaporeux. » (Le Parisien)[7]
- « Un titre qui rejoindra les Ainsi soit je... et autres Regrets au panthéon des chansons mélancoliques. » (Le jour verviers)[8]
- « Une magnifique ballade embrumée. » (Le Matin)[9]

## Vidéo-clip
Réalisé par Bruno Aveillan et tourné à l'asile de Bohnice, un hôpital psychiatrique désaffecté de Prague, en République Tchèque, le clip de Si j'avais au moins... est la suite du clip de Dégénération, dans lequel Mylène Farmer joue un rôle de créature extraterrestre qui rappelle le personnage principal du film Le Cinquième Élément de Luc Besson.
L’ensemble de ces deux clips sera complété par une introduction, le tout formant The Farmer Project, un court-métrage d’une durée de plus de 15 minutes.

### Synopsis

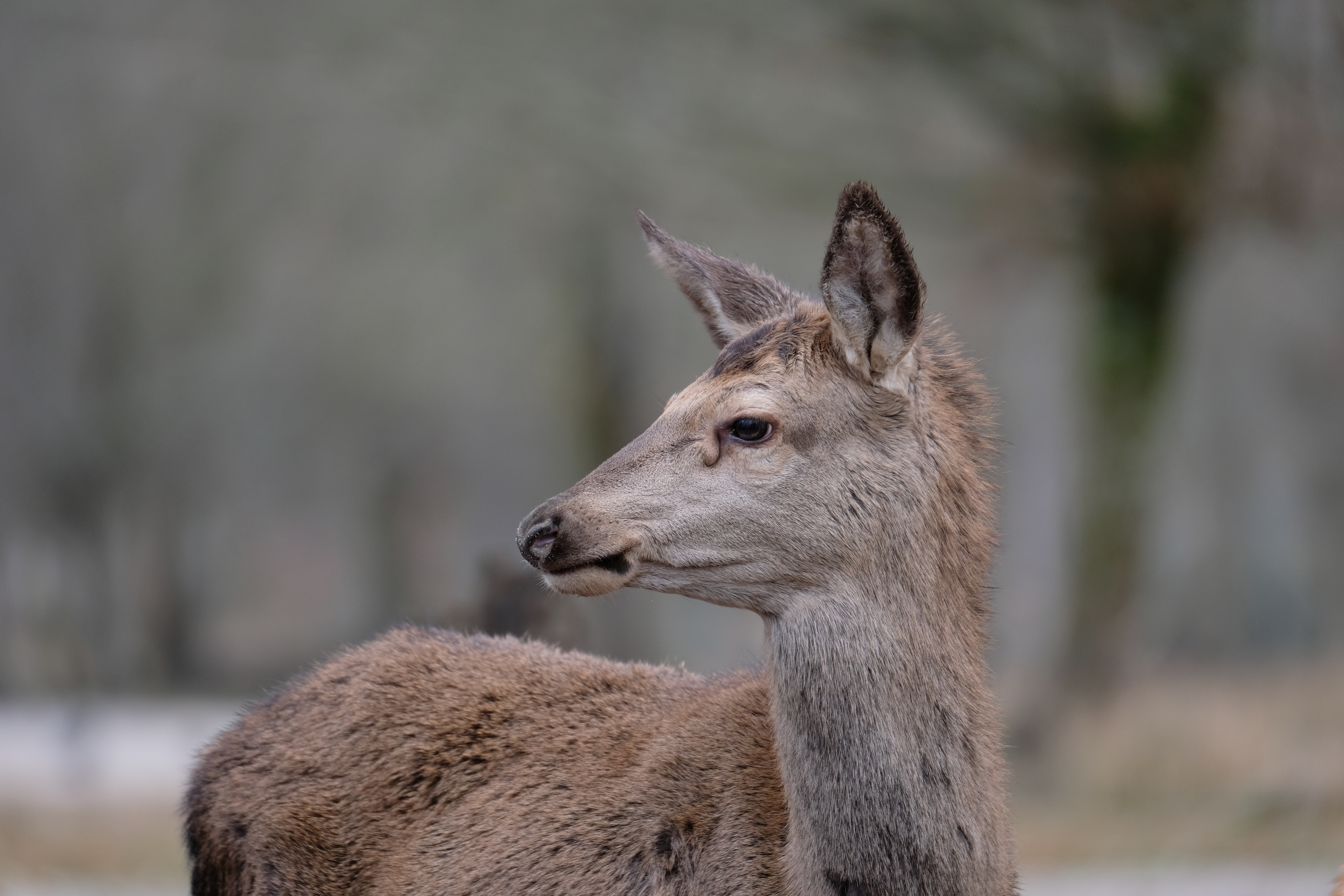
La chanteuse est entourée de plusieurs animaux, dont une biche.

Ayant laissé l'équipe médicale et les militaires à leurs occupations charnelles, Mylène Farmer entre dans un laboratoire où plusieurs animaux sont utilisés comme cobayes (chats, rats, singes, biches, oiseaux, serpents...).
Ressentant profondément leur douleur, elle se met à les soigner avec ses pouvoirs surnaturels en diffusant à leur attention des effluves bleutés, avant de les libérer.
Une fois dehors avec les animaux, en pleine nuit, la créature déverse une énorme quantité de ces effluves bleutés en pleine nature.

Redevenant une boule d'énergie pure, elle quitte alors la Terre.

### Sortie et accueil
Le clip est diffusé à la télévision à partir du 17 janvier 2009.
- « Un véritable OVNI conçu à la manière d'un clip mais digne d'un court-métrage. » (Le Matin)[12]
- « Cette vidéo rappelle les clips-films comme Libertine qui ont participé à la renommée de l'artiste. » (20 minutes)[13]

## Promotion
Mylène Farmer n'interprète Si j'avais au moins... qu'une seule fois à la télévision, le 17 janvier 2009 lors des NRJ Music Awards sur TF1, où elle vient de remporter le trophée du « Meilleur album de l'année » pour Point de suture.
Sur un parterre de fumée blanche, la chanteuse, vêtue d'une tenue blanche très courte, est entourée de musiciens tous vêtus de blanc également (tout comme leurs instruments et le micro).

## Classements hebdomadaires
Dès sa sortie, le single se classe no 1 du Top Singles, dans lequel il reste classé durant 38 semaines, dont 27 semaines dans le Top 50.
| Classement (2009)   | Meilleure position |
| ------------------- | ------------------ |
| Belgique - Wallonie | 25                 |
| Europe              | 6                  |
| France (Ventes)     | 1                  |
| France (TV)         | 5                  |
| Suisse              | 72                 |

## Liste des supports
| 1. | Si j'avais au moins...                | 5:31 |
| 2. | Si j'avais au moins... (instrumental) | 5:31 |

## Crédits
- Paroles : Mylène Farmer
- Musique et production : Laurent Boutonnat
- Programmation, claviers et arrangements : Laurent Boutonnat
- Guitare : Sébastien Chouard
- Basse : Bernard Paganotti
- Batterie : Matthieu Rabaté
- Chœurs : Mylène Farmer, Alexia Waku, Desta Hailé, Mamido Bomboko, Aline Bosuma
- Prise de son et mixage : Jérôme Devoise
- Studio d'enregistrement : Studios ICP (Bruxelles)
- Studio de mixage : Studio Guillaume Tell (Paris)
- Éditions : Isiaka[21]

## Interprétations en concert

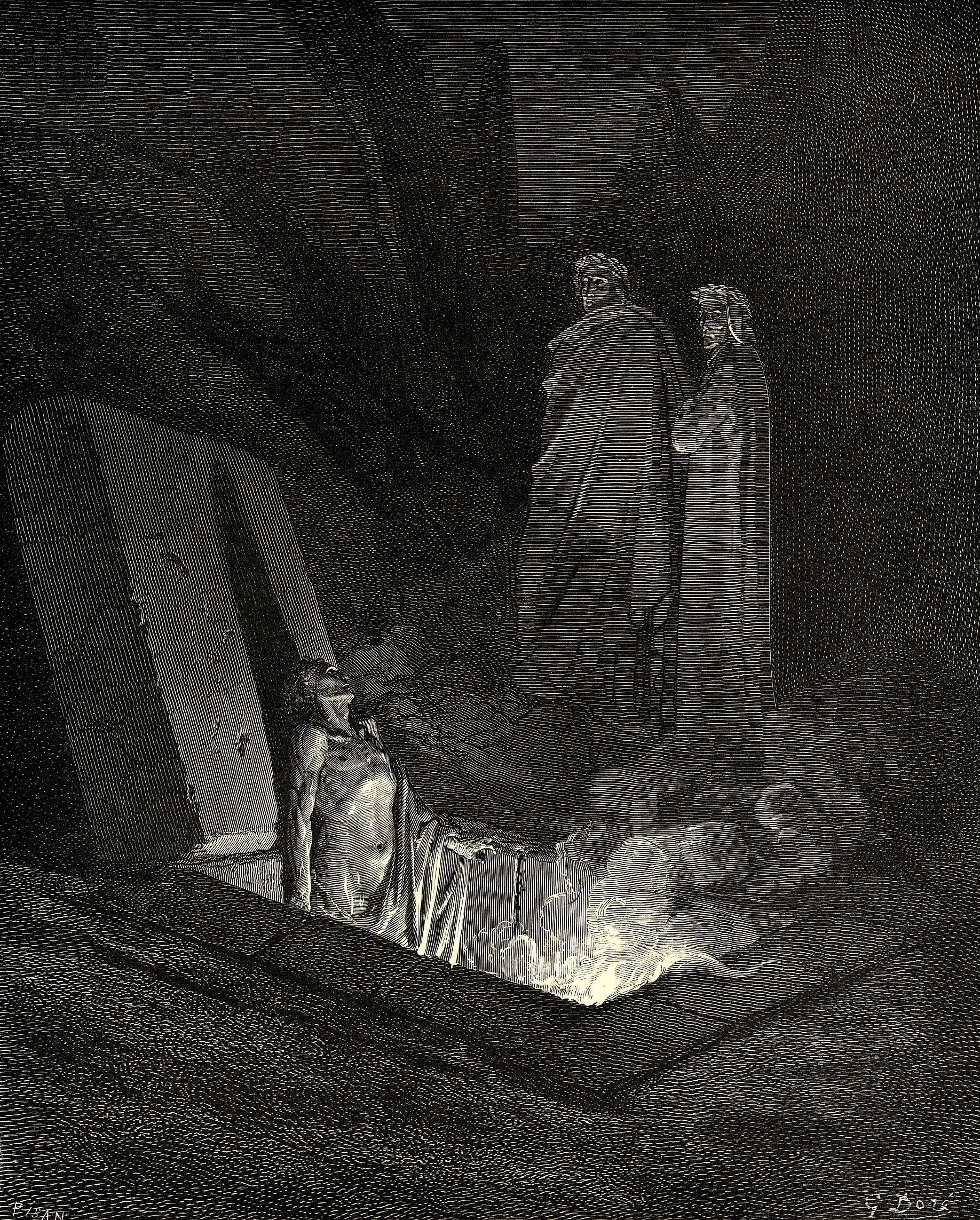
Tableau de Gustave Doré ayant inspiré le final du Tour 2009.

Si j'avais au moins... est interprété pour la première fois en concert lors du Tour 2009 de Mylène Farmer, faisant office de final du spectacle.

La chanteuse porte une robe blanche signée par Jean-Paul Gaultier. Après avoir chanté le titre, elle commence à monter les marches d'un escalier, entourée de deux immenses Transis tandis que les écrans géants diffusent des images de lave. Les marches de l'escalier s'entrouvrent alors, laissant s'échapper une fumée rouge.

Mylène Farmer salue le public une dernière fois avant de se mettre à descendre les marches.
La mise en scène est inspirée par un tableau de Gustave Doré représentant L'Enfer, la première partie de Divine Comédie de Dante Alighieri.
Lors des concerts en Stades du Tour 2009, le titre est remplacé par Désenchantée, la chanteuse souhaitant un final plus festif.
Le titre n'a pas été réinterprété lors des tournées suivantes.

## Albums et vidéos incluant le titre

### Albums de Mylène Farmer
| Année | Album            | Version                                     | Durée | Certifications de l'album                |
| 2008  | Point de suture, | Version Album Instrumental (réédition 2021) | 5:31  | 3 × Platine · Platine · Or · 2 × Platine |
| 2009  | No 5 on Tour     | Live 2009                                   | 7:18  | 2 × Platine · Or                         |
| 2011  | 2001-2011        | Version Album                               | 5:31  | 2 × Platine · Or                         |
| 2020  | Histoires de     | Version Album                               | 5:31  | Platine                                  |

### Vidéos de Mylène Farmer
| Année | Vidéo                             | Version                         | Durée | Certifications de la vidéo |
| 2021  | Les clips - L'intégrale 1999-2020 | The Farmer Project (Vidéo-clip) | 15:23 | -                          |